# Маматов, Демьян Прохорович
Демьян Прохорович Маматов (1912—1945) — капитан Рабоче-крестьянской Красной Армии, участник Великой Отечественной войны, Герой Советского Союза (1945).

## Биография
Демьян Маматов родился 20 августа 1912 года в селе Парфёново (ныне — Топчихинский район Алтайского края). После окончания шести классов школы работал сначала в личном хозяйстве, затем в колхозе. Окончил строительные курсы. Призван на действительную службу в Тихоокеанский флот 20 сентября 1934 года, прошёл курс молодого матроса в батальоне морской пехоты. Служил в горно-вьючном стрелковом батальоне. Окончил курсы младших лейтенантов в 1936 году. В 1938 году был назначен комендантом базы отдельного дивизиона торпедных атеров.
.
В октябре 1942 года старший лейтенант Маматов был назначен старшим адъютантом (начальником штаба) батальона отдельной лыжной бригады, сформированной из моряков Тихоокеанского флота и Краснознамённой Амурской флотилии. Бригада в декабре 1942 года была направлена в действующую армию. Здесь Маматов был назначен командиром стрелковой роты. Воевал на Северо-Западном, Калининском, 2-м и 1-м Прибалтийских и 1-м Белорусском фронтах. В 1944 году окончил Курсы усовершенствования офицерского состава.
К январю 1945 года капитан Демьян Маматов командовал батальоном 1069-го стрелкового полка 311-й стрелковой дивизии 61-й армии 1-го Белорусского фронта. Отличился во время освобождения Польши. 14 января 1945 года батальон Маматова переправился через Вислу, захватив важные опорные пункты противника на острове Кемпа Канарска и на западном берегу реки и продолжив продвижение вперёд. Захватив первую линию траншей, Маматов повёл свой батальон в атаку на вторую. В том бою он погиб. Похоронен в населённом пункте Пулько в Польше.
Указом Президиума Верховного Совета СССР от 27 февраля 1945 года за «мужество, отвагу и героизм, проявленные при форсировании Вислы», капитан Демьян Маматов посмертно был удостоен высокого звания Героя Советского Союза. Также был награждён орденами Ленина и Отечественной войны 2-й степени.
В честь Маматова названы улицы в его родном селе и районном центре селе Топчиха. установлен памятник в селе Парфёново Парфёновского сельсовета.